# Sankt-Josef-Kinderspital
Das Sankt-Josef-Kinderspital war ein Kinderkrankenhaus im 4. Wiener Gemeindebezirk Wieden in der Kolschitzkygasse 9–11.

## Geschichte

### Gründung
Am 1. September 1840 suchte der Armenarzt Vincenz von Alexovits (Aleksowicz Wincenty, geb. 9. November 1812 in Wysowa-Zdrój in Galizien, gestorben 15. November 1875 in Wien) bei der k.k. Landesregierung um die Bewilligung, ein Kinderkrankenhaus eröffnen zu dürfen, an. Um dieses Ziel zu verwirklichen, wollte er einen Verein gründen. Die k.k. Landesregierung forderte zunächst bei der k.k. Polizei-Oberdirektion ein Gutachten ein, welches grundsätzlich positiv ausfiel. Lediglich die Kostenberechnung wurde angezweifelt. Außerdem wurde der Vorschlag gemacht, das Spital als besondere Abteilung eines Krankenhauses für Erwachsene zu führen. Weiters wurde auch die Direktion des k.k. Allgemeinen Krankenhauses zu diesem Thema befragt. Diese hatte laut einem Bericht vom 20. Dezember 1840 ebenfalls nichts gegen das Vorhaben einzuwenden, wies bei dieser Gelegenheit auf die Notwendigkeit der Errichtung eines Kinderkrankenhauses aus öffentlichen Mitteln hin, welches – wenn möglich – in Verbindung zum Findelhaus stand.
Der ursprüngliche Entwurf der Statuten sah unter anderem eine Verbindung mit dem ebenfalls in Planung befindlichen Wiedner Spital vor. Diesen Punkt zog Vincenz Alexovits im Juni 1841 zurück. Nachdem am 13. Oktober 1841 das Krankenhausprojekt samt einer eigenen Spitalsapotheke genehmigt worden war, kam es zur sofortigen Vereinsgründung und noch vor dem ersten Spendenaufruf gingen die ersten Spendengelder ein. Stephan Edler von Rómer, Fabriksbesitzer, erster provisorischer Direktor und Schwiegervater von Vincenz Alexovits spendete 2.400 Gulden und auch die Kaiserin-Mutter trat mit einem Betrag von 2.400 Gulden als Bettenstifterin in Erscheinung. Am 12. Jänner 1842 mietete der Verein rückwirkend ab dem 1. Jänner des Jahres in der heutigen Kolschitzkygasse zwei Häuser und stattete diese als Kinderspital mit 12 Betten aus. Die Eröffnung erfolgte am 19. März des Jahres. Allerdings geriet der Verein dadurch in eine Finanzkrise. Durch eine rasch organisierte Haussammlung und der Mithilfe des Grafen Ludwig Breda, der binnen weniger Tage eine größere Anzahl zahlungskräftiger Vereinsmitglieder gewinnen konnte, wurde der Verein aus seiner kritischen Finanzlage gerettet.

### Das Krankenhaus bis 1848
Am 8. April 1842 erhielt das Sankt-Josef-Kinderspital die Genehmigung, eine eigene Apotheke zu führen. Diese durfte aber keine Medikamente verkaufen oder herstellen. Nachdem sich das neue Kinderspital etabliert hatte, kam es zur zweiten Bettstiftung der Kaiserin-Mutter und der Adel und das wohlhabende Bürgertum leisteten namhafte Spenden. Als Protektorin konnte Erzherzogin Sophie (nach ihrem Tod wurde das Sophienspital nach ihr benannt) gewonnen werden, das Amt des Kurators übernahm Heinrich Franz Graf von Bombelles.
Um den Wunsch nach einem eigenen Haus zu realisieren, trat der Verein mit der Wien-Gloggnitzer Bahn wegen eines Grundstückskaufs in Verhandlungen. Da das in Frage kommende Grundstück aber auf fortifikatorischem Gebiet beim Linienwall lag, wäre eine vom Kaiser erteilte Baugenehmigung notwendig gewesen. Es ergab sich allerdings die Gelegenheit, die beiden bisher genutzten Gebäude günstig zu erwerben, die am 24. Juni 1844 auch genutzt wurde. Zwischen 1842 und 1844 gab es außerdem auch Verhandlungen mit der Doktor Biehler´schen Stiftung zur Heranbildung von Kinderwärterinnen. Deren Aufgabe war die Errichtung einer Bildungsanstalt für Kinderwärterinnen. Johann Nepomuk Biehler, der Erzieher der Söhne von Erzherzog Karl, hatte zu diesem Zweck 18.000 Gulden gestiftet. Nach mehrfachen Abänderungen des entsprechenden Vertrags konnte 1844 mit der sechsmonatigen Ausbildung von jeweils zwei Kinderwärterinnen begonnen werden.
Durch ein Dekret der k.k. Cameral-Bezirksverwaltung für Wien und Umgebung vom 11. November 1846 wurde dem Sankt-Josef-Kinderspital mitgeteilt, dass Seine Majestät der Kaiser die Stempelbefreiung im internen Verkehr allergnädigst bewilligt hatte und am 14. Dezember 1846 erteilte die k.k. Niederösterreichische Hauszins-Erhebungs-Kommission die Bewilligung der Steuerfreiheit. Von den politischen Ereignissen des Jahres 1848 blieb das Sankt-Josef-Kinderspital nicht verschont. Zunächst zog sich Erzherzogin Sophie von ihrer Rolle als Protektorin des Kinderspitals zurück und bald danach auch Graf Bombelles als Kurator.

### Erweiterung des Kinderspitals im 19. Jahrhundert
Finanzielle Probleme zwangen die für das Spital Verantwortlichen, die Zahl der Betten von unterdessen 50 auf 24 zu reduzieren. Die Direktion wandte sich an die Landesregierung, um das Kinderspital mit dem Wiedner Krankenhaus zu vereinen. Für diese Lösung sprach sich am 12. September 1849 auch eine eigens ins Leben gerufene Kommission aus. Der Kinderspitalsverein sprach sich in einer Sitzung am 4. Mai 1850 allerdings gegen die Vereinigung aus und wählte eine neue Direktion, die es tatsächlich schaffte, den Weiterbestand des Spitals zu sichern. In dieser Zeit war der Kinderarzt Franz Mayr ärztlicher Leiter des Spitals. Er bemühte sich um die Verbesserung des Hauses, beispielsweise auch auf dem Feld der Ausbildung des Personals. Im Mai 1857 übernahm Erzherzogin Maria Carolina, die Gattin von Erzherzog Rainer Ferdinand von Österreich, das Protektorat über das Kinderspital.
Mittels Erlass gestattete die k.k. Niederösterreichische Statthalterei am 27. August 1857, dass ab dem 10. Oktober des gleichen Jahres Kinder zwischen vier und zwölf Jahren – sofern sie nicht an Blattern, Syphilis oder der Krätze litten – gegen Verpflegskostenersatz vom Wiedner Spital hierher verlegt werden durften. 1858 wurde die erste wienweite Sammlung zu Gunsten des Sankt-Josef-Kinderspital durchgeführt, die von nun an jährlich gestattet wurde. 1888 wurde sie das letzte Mal in allen Bezirken der Stadt durchgeführt.
Aus Anlass ihres 50-jährigen Bestehens beschloss die Erste Österreichische Spar-Casse am 27. März 1868, 100.000 Gulden für bleibende wohltätige Zwecke zu stiften. In einem weiteren Beschluss vom 29. Jänner 1869 bekam das Sankt-Josef-Kinderspital von dieser Summe 30.000 Gulden zur Erweiterung des Spitals. Die übrigen 70.000 Gulden wurden dem Leopoldstädter Kinderspital zur Verfügung gestellt. Bereits am 31. März 1869 wurde die Baubewilligung erteilt, die feierliche Einweihung fand am 19. März 1870 statt. Für den Ankauf der Einrichtung des nunmehr auf 100 Betten erweiterten Sankt-Josef-Kinderspitals stellte die Erste Österreichische Spar-Casse weitere 6.000 Gulden zur Verfügung.
Anlässlich des 40-jährigen Regierungsjubiläums von Kaiser Franz Joseph I. im Jahr 1888 widmete Nathaniel Baron Rothschild am 15. Mai 50.000 Gulden zur Errichtung und Erhaltung einer Isolierstation für infektiöse Krankheiten. Er bestimmte, dass die Baukosten 25.000 Gulden nicht übersteigen durften. Die restlichen 25.000 Gulden sowie angefallene Zinsen hatten durch das Bankhaus Rothschild in Nordbahn-Aktien angelegt zu werden. Da aber für die Errichtung der Isolierstation kein Bauplatz vorhanden war, wurde zunächst innerhalb des bestehenden Gebäudes eine entsprechende Station eingerichtet. Außerdem hofften die Verantwortlichen, mit den dafür bestimmten 25.000 Gulden und auflaufenden Zinsen das benötigte Areal erwerben zu können.
Ebenfalls 1888 erhielt das Sankt-Josef-Kinderspital durch Allerhöchste Gnade Seiner Majestät des Kaisers erstmals einen jährlichen Anteil von 1.600 Gulden aus dem Ertrag des kaiserlichen Stiftungshauses am Schottenring, das nach dem Ringtheaterbrand errichtet worden war. Außerdem wurde dem Spital ein Teil des Erlöses der 25. Staatslotterie in der Höhe von 10.000 Gulden zugewiesen. Auf Grund eines Gemeinderatsbeschlusses der Stadt Wien erhielt das Sankt-Josef-Kinderspital so wie die anderen Kinderspitäler in Wien auf Kosten der Stadt einen Telefonanschluss.

### Zerstörung des Kinderspitals
Am 11. Dezember 1941 wurde Karl Dietl zum Direktor des Sankt-Josef-Kinderspitals ernannt, das im Jänner 1945 zerstört wurde. Die Aufgaben des vernichteten Spitals übernahm daraufhin das Kaiser Franz Josef-Spital, wo Karl Dietl am 15. September 1945 zum Vorstand der Kinderabteilung ernannt wurde.

## Statistik
1894 wurden 827 Kinder stationär behandelt, davon 706 auf Kosten des Wiener k.k. Krankenanstaltenfonds, 24 auf Kosten der kommunalen Waisenhäuser und Asyle, eines auf Kosten der niederösterreichischen Findelanstalt, sieben auf Kosten ihrer Angehörigen und 79 auf Kosten des Vereins.
Zwischen 1842 und 1894 wurden etwa 33.000 Kinder stationär aufgenommen, 9.931 Kinder geimpft und 280.000 Kinder ambulant behandelt.

## Prominente Ärzte
- Vincenz von Alexovits (Armenarzt)
- Adolf Jarisch (Dermatologe)
- Eduard Wiesinger (Zahnarzt)
- Emil Pernitza
- Franz Hrubesch (Ohrenarzt)
- Friedrich Wilhelm Lorinser (Chirurg)
- Gustav Riehl (Dermatologe)
- Johann Seybert (Chirurg)
- Josef Heim (Leibarzt von Erzherzog Karl Salvator)
- Ludwig Seeger (Neurologe und Elektrotherapeuth)
- Philipp Steinberger (Zahnarzt)
- Viktor Dlauny (Chirurg)
- Willibald Gunz

## Bettenstiftungen
Eine zur damaligen Zeit häufige Methode, Geld für den Betrieb des Spitals aufzutreiben, war das Werben von so genannten Bettenstiftern (Bettstiftern).
Am Sankt-Josef-Kinderspital wurde laut den Statuten eine Person, welche entweder 2.500 Gulden als Einmalerlag oder mindestens 500 Gulden als Einmalerlag oder in Raten zu mindestens 50 Gulden zur Gründung eines Spitalsbetts erlegte, als Stifter bezeichnet.
Von Stiftern finanzierte Krankenbetten wurden mit einer Tafel mit dem Namen des Spenders besonders gekennzeichnet. Außerdem hatten die Stifter so wie ordentliche Vereinsmitglieder – diese hatten entweder 50 Gulden als Einmalerlag oder in Raten bezahlt – das Recht, arme kranke Kinder zur Aufnahme ins Krankenhaus zu empfehlen. Wenn die empfohlenen Kinder den Vereinsstatuten entsprachen, so war diese Empfehlung bindend.
Am Sankt-Josef-Kinderspital traten als Bettenstifter in Erscheinung:
- Kaiserin Carolina Augusta (insgesamt zwei Betten, das erste im Jahr 1842)
- Hermann Freiherr von Todesko (ein Bett im Jahr 1844)
- Gräfin Pauline Herdegg, geborene Choiseul d´Ailcourt (ein Bett im Jahr 1845)
- Direktion des Sankt-Josef-Kinderspital (ein Bett im Jahr 1846 im Gedenken an Graf Bombelles und ein weiteres 1853 aus Anlass der Errettung von Kaiser Franz Joseph I. am 18. Februar 1853)
- Freiherr von Sina (ein Bett im Jahr 1856)
- Erste Österreichische Spar-Casse (ein Bett am 29. April 1864)
- Leopold Edler von Lützenau (vier Betten im Jahr 1874)
- Albert Freiherr von Rothschild (ein Bett im Jahr 1885, so genanntes „Charlottenbett“)
- Eduard Trippel (ein Bett im Jahr 1891 zum Gedenken an Joseph Selch)
- Gräfin Ida Hunyady von Kétely, Stellvertreterin der obersten Schutzfrau (ein Bett im Jahr 1894)